# Sielsowiet Chotynicze
Sielsowiet Chotynicze (biał. Хатыніцкі сельсавет, ros. Хотыничский сельсовет) – sielsowiet na Białorusi, w obwodzie brzeskim, w rejonie hancewickim, z siedzibą w Chotyniczach.
Według spisu z 2009 sielsowiet Chotynicze zamieszkiwało 3850 osób w tym 3799 Białorusinów (98,68%), 13 Polaków (0,34%), 12 Ukraińców (0,31%), 10 Rosjan (0,26%) i 16 osób innych narodowości.

## Miejscowości
- agromiasteczka:
  - Chotynicze
  - Rozdziałowicze
- wieś:
  - Jałowa